# Poranopsis paniculata
Poranopsis paniculata är en vindeväxtart som först beskrevs av Roxburgh, och fick sitt nu gällande namn av Guy Edouard Roberty. Poranopsis paniculata ingår i släktet Poranopsis och familjen vindeväxter. Inga underarter finns listade i Catalogue of Life.

## Bildgalleri

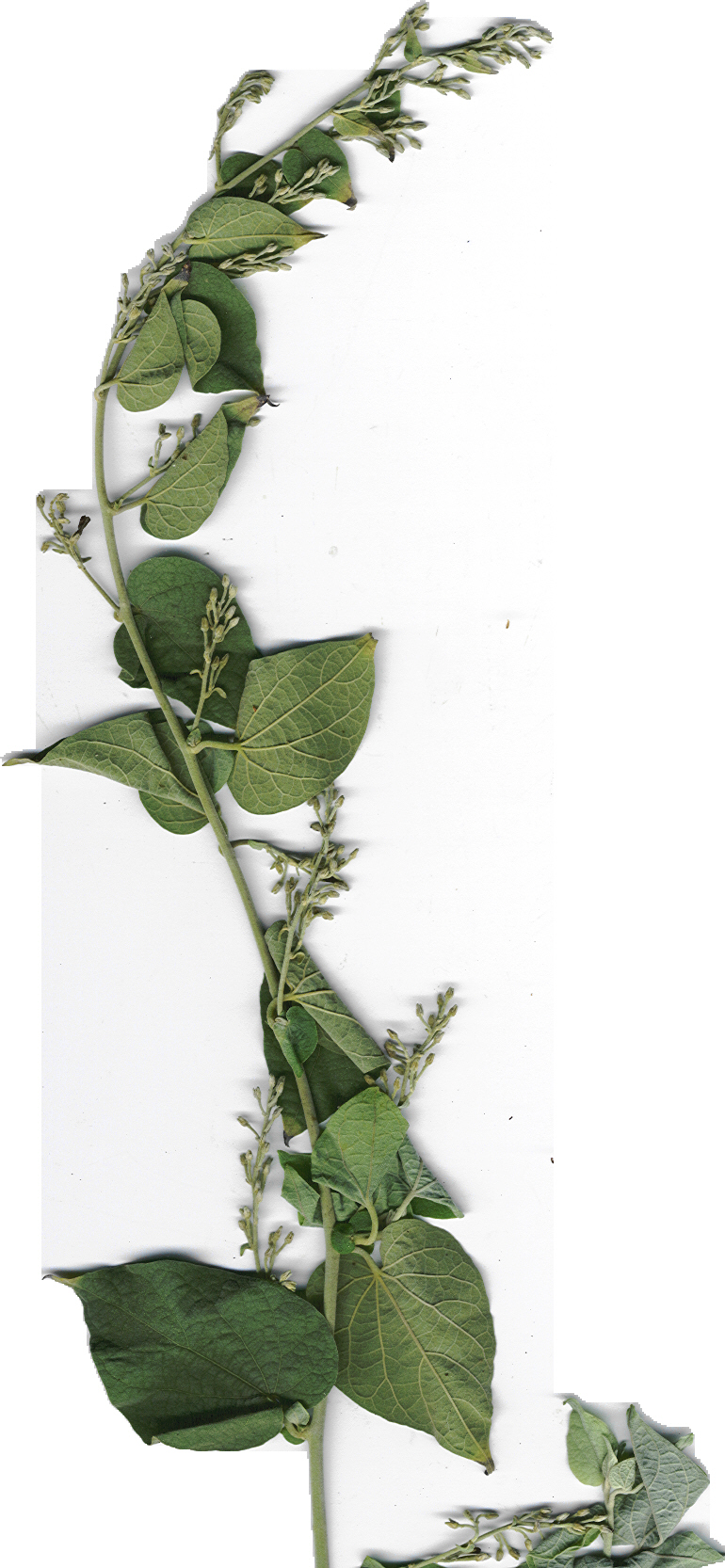
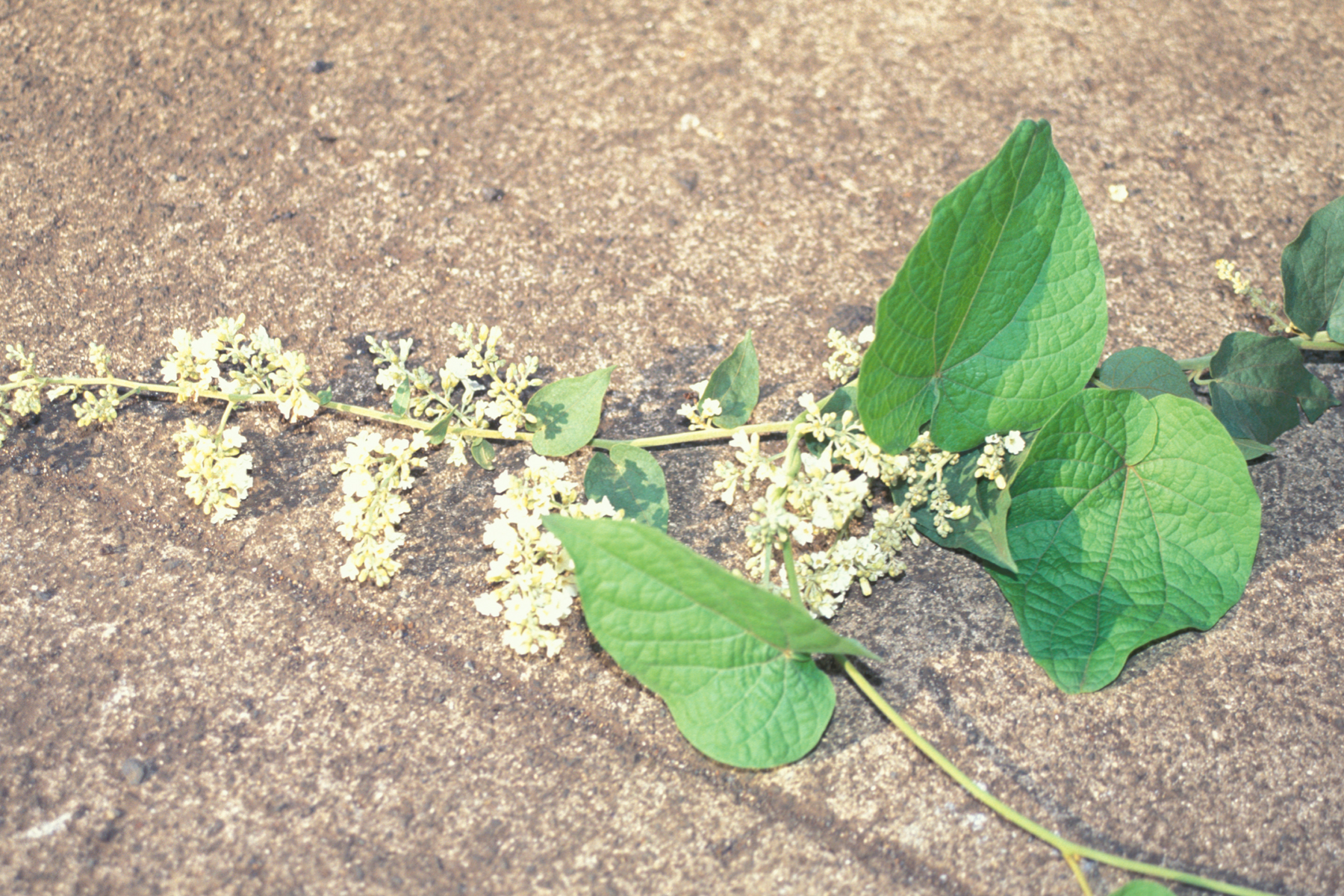
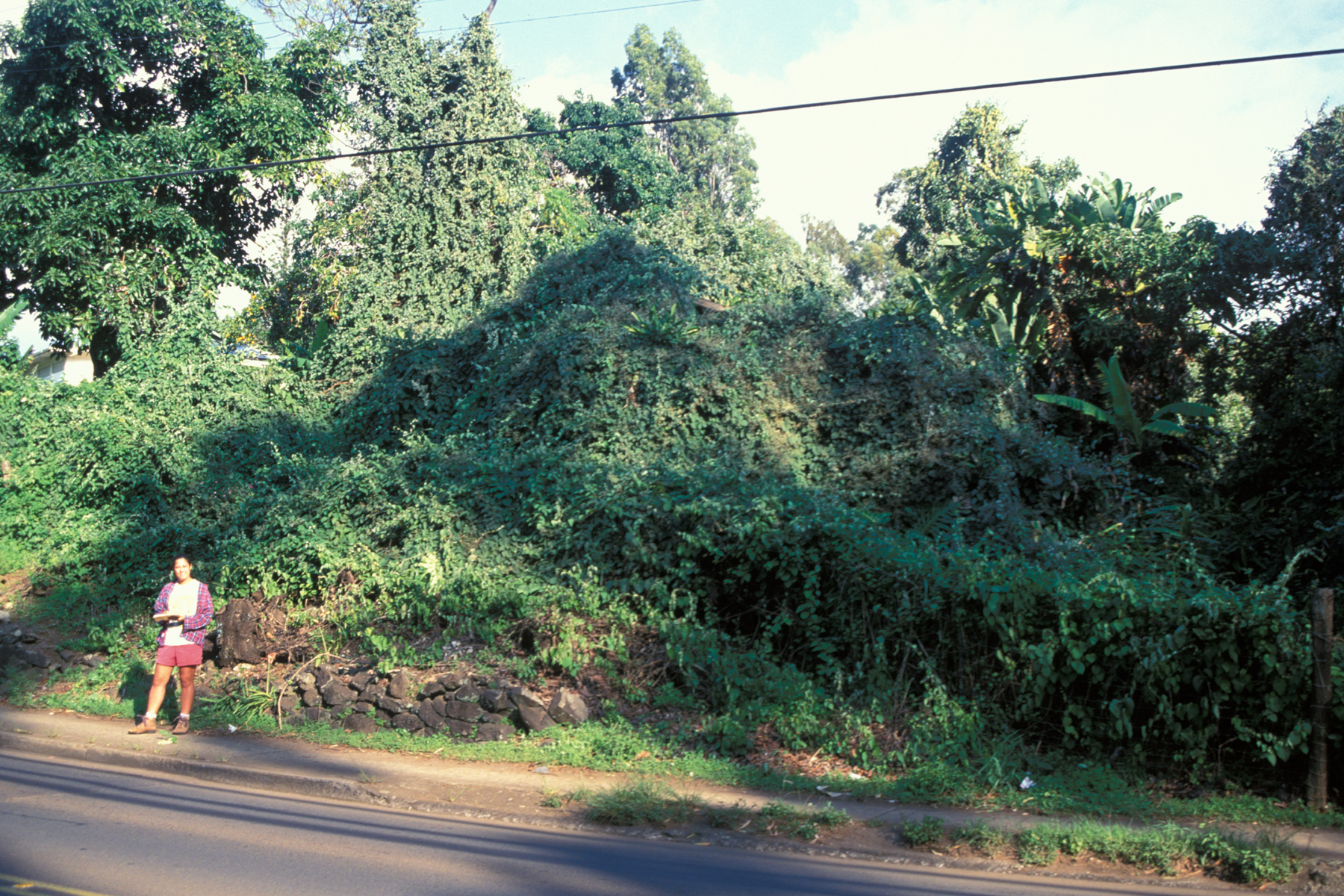